# 2008年热带风暴劳拉
热带风暴劳拉（英語：Tropical Storm Laura）是2008年大西洋飓风季期间于9月29日在大西洋盆地中北部上空形成的热带气旋，也是该季第12场获得命名的风暴，虽然持续时间短，但规模却非常庞大。系统源自9月29日亚速尔群岛以西约1635公里海域的大规模温带低气压区，因行经洋面水温偏高而逐渐发展出热带天气系统特征。9月30日下午，美国国家飓风中心认为劳拉已具备足够的热带天气系统特征，所以将之归类为热带风暴。
成为热带气旋后不久，劳拉又开始向温带气旋转变，并在10月1日上午完成转变过程，美国国家飓风中心至此发布针对气旋的最后一份公告。风暴残留继续移动，于10月5至8日分别在欧洲不列颠群岛、荷兰和挪威产生暴雨并引发停电。

## 气象历史
9月26日，亚速尔群岛以西数百英里洋面几乎没有移动的锋区沿线发展出温带低气压区。这片低气压区逐渐增强，风速于协调世界时9月27日中午12点达到每小时130公里，已达萨菲尔-辛普森飓风等级下的一级飓风标准。接下来几天里，低气压总体保持向西移动，在此期间逐渐失去锋面天气系统特征，开始转变成亚热带气旋。9月29日，美国国家飓风中心认为低气压区已经发展出足够对流，因此将之归类成亚热带风暴劳拉。成为亚热带气旋后，劳拉的顶端云层开始将中心包裹起来，并在环流中心附近凝聚。对流围绕中心迅速组织，卫星观测结果表明气旋很可能强化。不过，之后的卫星观测结果表明，风暴此时风速已达到每小时95公里。系统总体结构仍属亚热带气旋，但也有逐渐发展出热带天气系统特征的迹象。
9月29日下午，卫星图像显示劳拉已发展出热带气旋特有的深层暖芯，但风场整体结构仍类似于亚热带气旋。当天夜间，风暴最强风场的半径收缩至130公里，同典型的亚热带气旋相比已经大幅缩小。但是，劳拉仍受到上层低气压区的影响，云系顶端依然单薄。顶端云系的温度当晚逐渐下降，到次日早上时，风暴已处在转变成热带气旋的边缘，只是同上层低气压的强烈相互影响表明劳拉仍属亚热带气旋。虽然行经洋面水温降低，但水蒸气卫星图像表明风暴已同上层低气压分离，至此终于发展成热带气旋。劳拉在北纬40.6°海域成为热带风暴，相对典型的热带气旋而言要高很多。成为热带气旋后不久，风暴又呈现出向温带气旋转变的迹象。气旋西侧开始有冷空气侵入，多个预测模型显示劳拉在次日早上逐渐转变成温带气旋，并且次日下午就已不再具备热带天气系统特征。

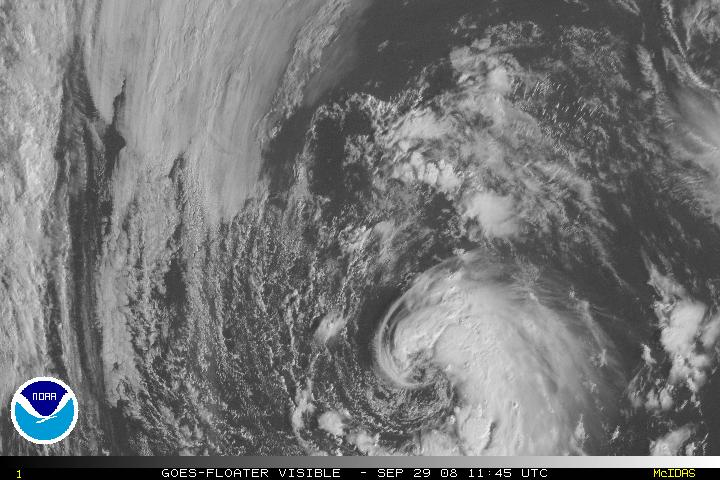
9月29日劳拉的卫星图像

夜间，风暴关联的对流开始消退并失去热带天气系统特征，但系统整体仍属热带气旋。10月1日清晨，劳拉已开始全面朝温带天气系统转变。虽然还有热带特征，但风暴的云层格局已类似锋面天气系统，中心附近的对流也很少。由于气旋中心周围残存的雷暴活动和关联的降水都很少，气象机构于10月1日将风力仍达到热带风暴强度的系统降级成後熱帶氣旋。次日，劳拉的残留完全转变成温带气旋，然后开始重新强化并快速北上。10月3日清晨，风暴残留的移动速度在转向东进期间减弱，但风速提高到每小时120公里，已达飓风标准。系统加速东进，最终于10月4日在不列颠群岛以西数百英里洋面被更大规模的温带气旋吸收。

## 影响

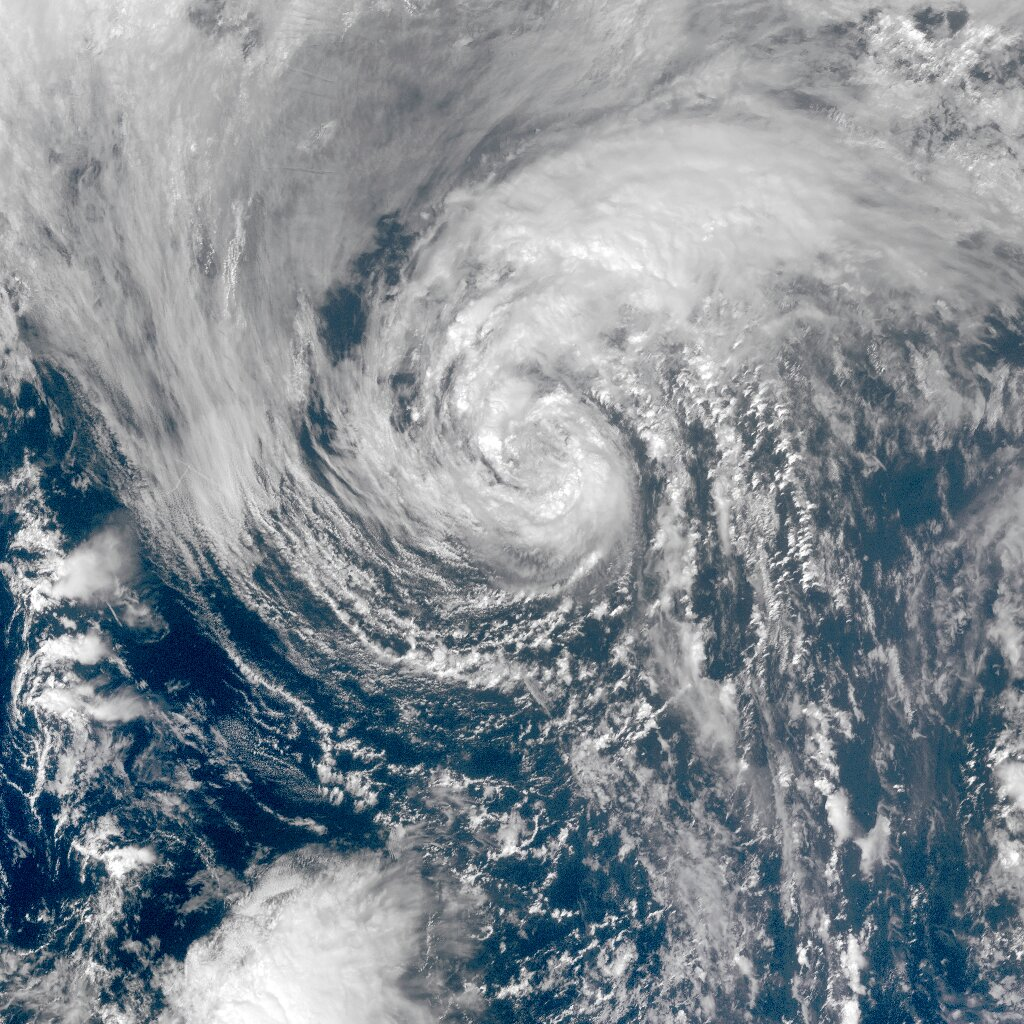
9月30日，正处最高强度的热带风暴劳拉

劳拉在热带气旋阶段没有靠近任何陆地，所以没有造成人员伤亡或财产损失。风暴存在的绝大多数时间都位于开放水域，多艘船只和多个石油平台测得热带风暴强度大风。10月1日凌晨3点，呼号为“717”的石油平台所测风速最高，达每小时87公里。虽然气旋本身基本没有造成影响，但劳拉的残留在上层高速气流的带动下转而逼近欧洲。英国部分地区因此在10月5日降下暴雨，引发局部洪灾。格里布路位于英格兰温德米尔附近路段的双边车道均被封闭，英国A65号公路位于老赫顿（Old Hutton）到柯比朗斯代尔（Kirkby Lonsdale）之间路段也予关闭。部分地区的土壤含水量此前就已饱和，风暴排水渠不堪重负，导致局部地区洪水泛滥。英国M6高速公路因路况不佳致使通行速度缓慢。一名女性驾车进入洪水泛滥的街道后被困，必须依靠外界救援才得以脱身。面对暴雨，英国环境署共计发出76份洪灾预警和21份重大洪灾警报。
10月8日，劳拉的残留抵达荷兰，其雨带此时开始同与挪威以西一片层次分明低气压区相连的冷锋相互影响，在荷兰西北部降下113毫米雨量，导致部分民宅和街道被淹。降雨量还打破2006年当地创下的单日和10月雨量纪录。缓慢经过挪威期间，风暴残留又重创该国电力设施，致使挪威南部部分地区有上万人失去供电。